# Макорты
Макорты (укр. Макорти) — село,
Девладовский сельский совет,
Софиевский район,
Днепропетровская область,
Украина.
Код КОАТУУ — 1225287707. Население по переписи 2001 года составляло 472 человека.

## Географическое положение
Село Макорты находится на правом берегу реки Саксагань, выше по течению начинается Макортовское водохранилище, ниже по течению на расстоянии в 1 км расположено село Марье-Константиновка, на противоположном берегу — село Марье-Константиновка.

## Экономика
- Софиевская исправительная колония № 45.